# Akdağ (Denizli)
Der Akdağ ist ein 2449 m hoher Berg in der Provinz Denizli im Südwesten der Türkei, 118 km nordöstlich der Provinzhauptstadt Denizli und 22 km östlich der Stadt Çivril. Am Fuße des Akdağ befindet sich der See Işıklı Gölü.